# Різдво у Швеції
Різдво у Швеції є первісно язичницькою традицією, яка була прийнята християнством, і через нього святкується в пам'ять про народження Ісуса Христа. Кульмінацією загального святкування Різдва в Швеції є Святвечір, 24 грудня, хоча весь період, починаючи з першого Адвенту, характеризується підготовкою до святкування Різдва. За традицією, Різдво танцюють на двадцятий день Кнута, 13 січня («Tjugonde dag Knut dansas julen ut»). Те, що святкування Той факт, що святкування Різдва припадає на Святвечір, контрастує з традицією, наприклад, у США та Іспанії, де головним днем є Різдво (25 грудня).
До християнства люди святкували Різдво у Швеції. Дохристиянське Різдво припадало на середину січня, і коли Швеція стала християнською, християнські ідеї та традиції взяли гору. Деякі язичницькі традиції, однак, збереглися в дохристиянській формі під час Різдва. Однак для багатьох шведів Різдво стало культурною традицією, а не релігійним святом. Більшість сучасних традицій походять з 18, 19 і 20 століть.

## Різдвяний календар

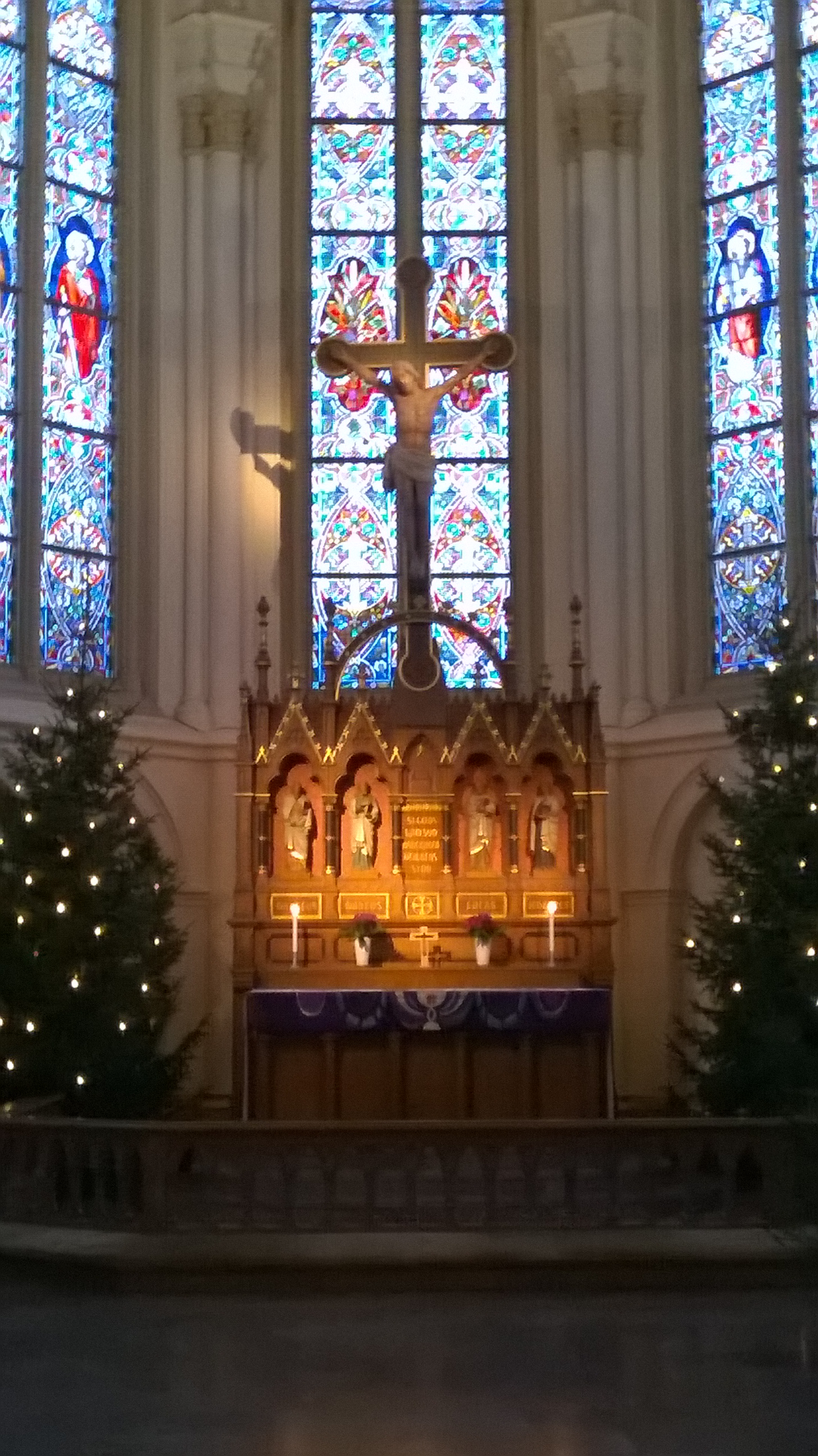
Вівтар, різдвяні ялинки та розп'яття в церкві Софії в Йончепінгу в грудні 2014

### Особливі дати
З християнської точки зору найважливішим часом є період від Різдва Христового до Богоявлення, 6 січня, коли святкується візит Святих трьох королів (трьох волхвів) до немовляти Ісуса. Після цього святкується Хрещення Ісуса, яке тепер перенесено на неділю після Богоявлення, але за церковним календарем Різдво фактично триває до дня Свічки, 2 лютого, хоча Церква Швеції перенесла його на найближчу неділю. У світському шведському суспільстві Різдво святкують протягом усього періоду Адвенту, а Святвечір є кульмінаційним моментом. Під час Дня подарунків у шведських серіалах про хокей з мячем зазвичай грають повний раунд, а кілька інших шведських спортивних серіалів скопіювали концепцію хокею з м'ячем у Швеції. Між Днем подарунків і Новим роком є так звані «міжсвяткові дні».

### Дні навколо Різдва
Період від четвертої неділі перед Різдвом до Святвечора входить в Адвент, де неділі позначаються як перша, друга, третя і четверта неділі Адвенту.
- 13 грудня: День святої Люсії
- 21 грудня: Зимове сонцестояння
- (23 грудня: Дан перед хресною процесією, маленький Святвечір, місцеве явище, неофіційне)
- 24 грудня: Святвечір, який іноді називають Днем Хрещення.
- 25 грудня: Різдво (свято)
- 26 грудня: День подарунків / День подарунків (свято)
- 6 січня: Різдво / Тринадцятий день, також званий Богоявленням (свято в пам'ять про трьох мудреців і, в православній церкві, також хрещення Ісуса).
- 13 січня: Двадцятий день Різдва (у Швеції його також називають Кнутом, «Різдво викидають»)
- 2 лютого: Свічка Господня (Різдво закінчується в церковному році)

Раніше у Швеції навколо Різдва було більше свят. Третій і четвертий дні Різдва були скасовані указом від 4 листопада 1772 року.

## Історія

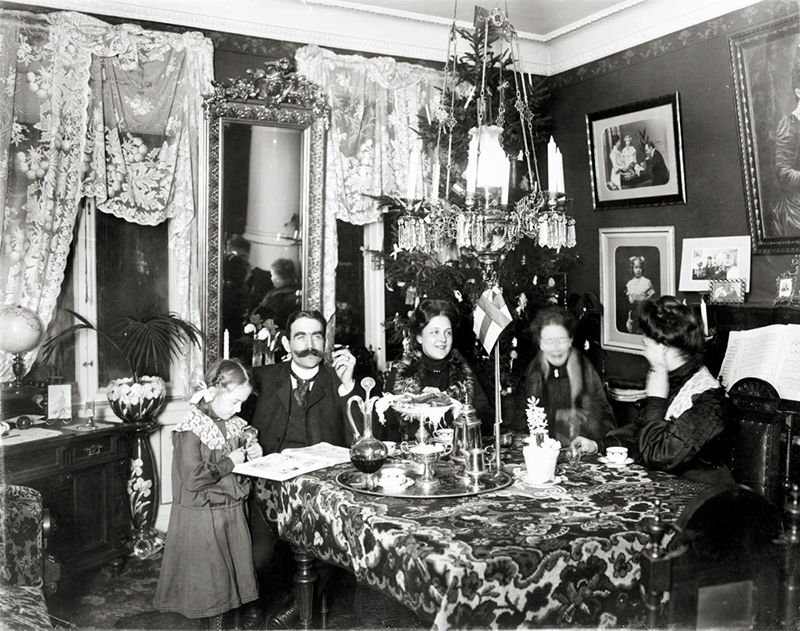
Святкування Різдва, домашнє середовище на рубежі 1900-х. Сім'я п'є каву у вітальні

Святкування Різдва у Швеції має елементи язичницьких, християнських, скандинавських та германських традицій, починаючи з епохи вікінгів. З християнізацією Швеції приблизно в середині 12 століття християнські та язичницькі традиції почали змішуватися. Більшість сучасних традицій походить з 19-го і 20-го століть.

## Поширені звичаї
Різдво асоціюється з Лючією, різдвяними подарунками, випіканням пряників і різдвяною їжею, і зазвичай люди прибирають, ставлять свічки, набивають ковбаси, готують крекери та інші різдвяні солодощі, виносять різдвяні прикраси та одягають ялинку. У Святвечір багато людей йдуть на опівночну месу або на різдвяну вечерю вранці. На Різдво 2010 року опівнічну месу в Умео відвідали 266 осіб, а різдвяну месу напередодні Різдва — щонайменше 240 осіб. На Різдво 2007 року опівнічну месу в церкві Каролі в Буросі відвідало 650 людей. Традиційно заведено надсилати різдвяні поштові відправлення. Приблизно наприкінці 19 століття Єнні Нюстрем почала випуск листівок із зображенням Санти нового типу, і шведи почали надсилати різдвяні листівки. Приблизно в середині XX століття почали випускати спеціальні різдвяні марки. На Різдво Postnord тимчасово встановлює червоні поштові скриньки, призначені для різдвяної пошти.

### Різдвяна ялинка
Раніше у Швеції був звичай, можливо, з дохристиянських часів, вирізати прикрашені різдвяні стовпи та вішати їх за межами двору на Різдво. Це може пояснити, чому прикрашена кімнатна ялинка швидко стала такою популярною у Швеції. Приблизно в середині XVIII століття у Швеції з'явилися перші вбрані ялинки. У 19 столітті різдвяні ялинки ставали все більш поширеними у заможних будинках, і німецькі ялинкові прикраси почали імпортуватися. Новорічні ялинки зазвичай прикрашають за кілька днів до Святвечора. У 1870 році в Ersta diaconianstalt у Стокгольмі почали запалювати сім свічок на ялинці щонеділі в Адвент. Протягом 1920-х і 30-х років адвентне дерево було замінено адвентним свічником, який має чотири свічки. У 1920-30-х роках адвентійську ялинку замінили на адвентійський свічник, який має чотири свічки. З того часу у церквах стало звичайним явищем також мати вбране дерево біля вівтаря, яке повинно символізувати Дерево Життя в Раю.
У 2010 році було підраховано, що кожна п'ята ялинка у Швеції була вкрадена.

### Різдвяні подарунки

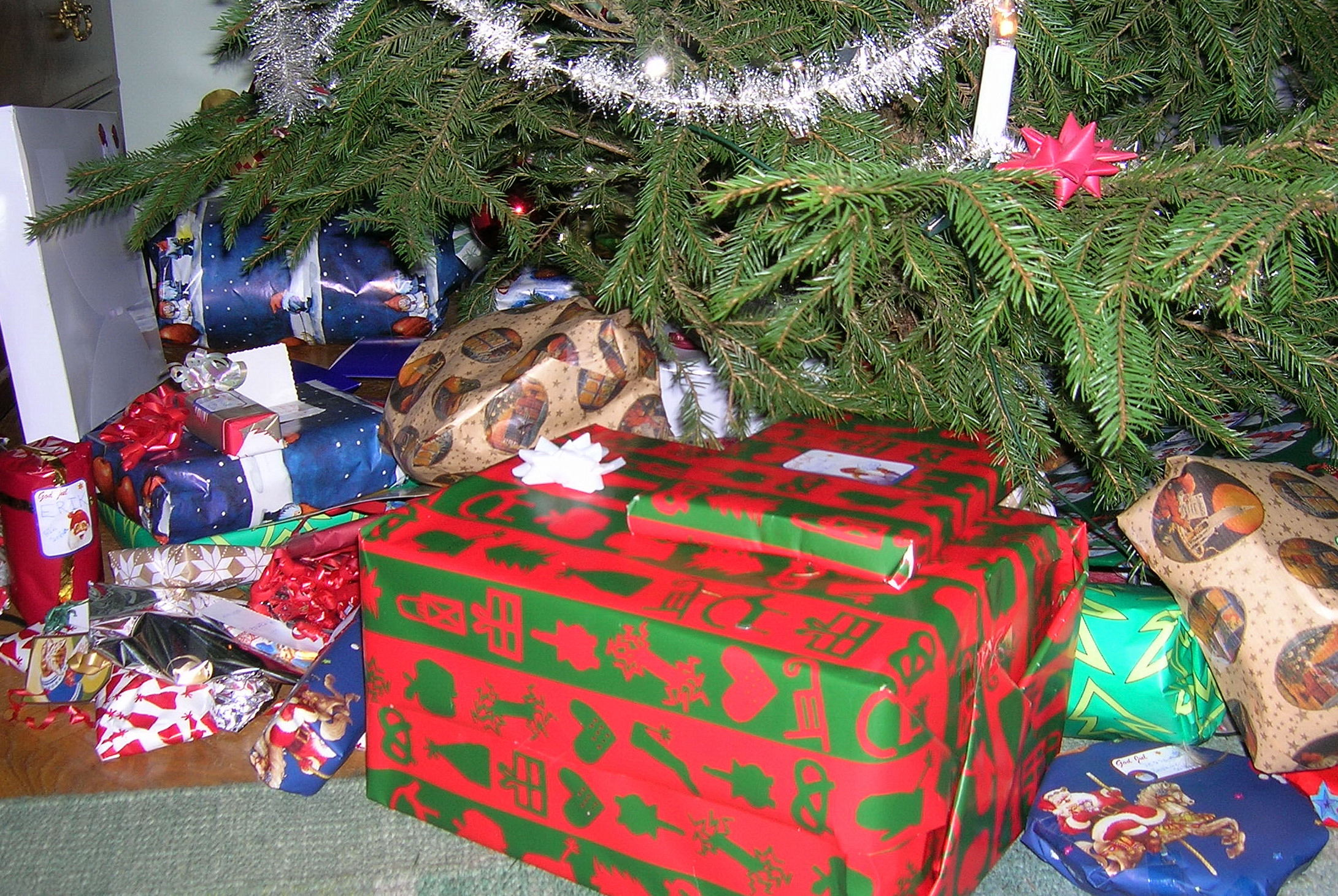
Новорічні подарунки під ялинкою.

Різдвяні подарунки почали роздавати в 17 столітті. Традиція полягала в тому, що дарувальник підкрадався до дверей одержувача, голосно стукав у них, кидав подарунок, часто супроводжуваний жартівливим або злим віршиком, через двері, а потім тікав — звідси й походить слово «різдвяний подарунок». У 18 столітті на пакунки почали додавати дружні віршики — традиція, яка зародилася ще в Стародавньому Римі. Замість різдвяних подарунків часто роздавали новорічні подарунки. Натомість на Різдво люди були особливо щедрі до тих, кому було гірше, наприклад до слуг і покоївок, бідних і тварин. Пізніше новорічний подарунок і різдвяний, який був трохи скромнішим, були об'єднані в різдвяні подарунки. У 18 столітті поширилася традиція, що подарунки роздає саме Дід Мороз. Різдвяний козел був супутником Святого Миколая. Святкування Святого Миколая зникло у зв'язку з Реформацією, але різдвяний козел жив як символ Різдва. Наприкінці 19 століття також почалося змішування Святого Миколая / американського Санта-Клауса, різдвяного козла та шведського фермерського ельфа, який став Санта-Клаусом, який перейняв роздачу різдвяних подарунків.

## Різдвяна їжа

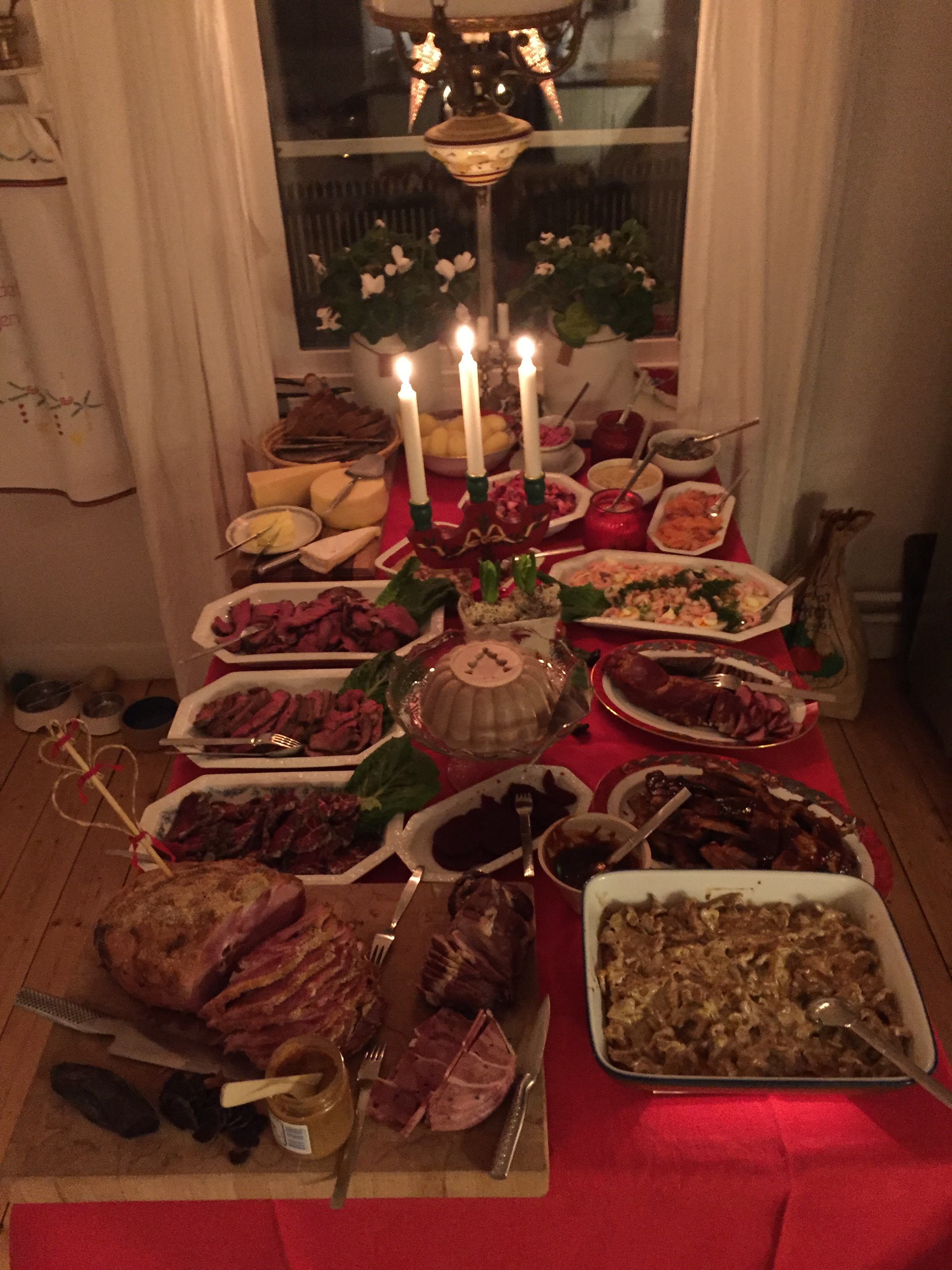
Холодні страви різдвяного столу.

Особливою категорією різдвяних страв у Швеції є різдвяний бенкет на Святвечір, який також подається задовго до Різдва в ресторанах. Різдвяний стіл складається з багатьох різноманітних страв. Переважають страви зі свинини, такі як різдвяний окіст, різдвяна ковбаса (іноді у вигляді круп'яної ковбаски), варення, фрикадельки, смажена княжа ковбаска та дип у горщику. Крім того, поширені різноманітні рибні страви, не в останню чергу маринований оселедець, а також лосось і лютерина, з якими нерідко подається білий соус. Зустрічаються також різні форми капусти, головним чином кале (довга капуста), червонокачанна та бурокачанна капуста. Різдвяний стіл можна розпочати зі шнапсу, а також із мумма чи різдвяного сусла як напою до їжі.
На Різдво також їдять рисовий пудинг - круглозернистий рис, який повільно вариться на незбираному молоці протягом багатьох годин. Молоко можна замінити вершками. Традиційно в кашу додають ошпарений солодкий мигдаль. Кому трапиться мигдаль, передбачено, що наступного року він одружиться. Особливо наприкінці 19-го століття було також прийнято додавати в кашу гіркий мигдаль. Та, хто отримає гіркий мигдаль, на відміну від солодкого, в наступному році не одружиться. У той час мигдалева клятва стосувалася переважно неодружених дівчат. Якщо всі дівчата в домі були одружені, замість цього вони могли отримати в подарунок мигдаль. У старому шведському селянському суспільстві було важливо виставити тарілку з різдвяною кашею на вулиці, щоб зберегти гарний настрій Діда Мороза. Залишки рисової каші можна використовувати для приготування Ris à la Malta або рисового пудингу. У 19 столітті піпаркукас та глінтвейн також стали частиною шведської різдвяної традиції, а червоний колір став важливим.
Протягом кінця 20-го і 21-го століть багато традиційних різдвяних страв стали більш незвичними й іноді були замінені альтернативними стравами, такими як вегетаріанські чи веганські варіанти.

## Різдво в ЗМІ
Протягом 20-го століття спочатку радіо, а потім і телебачення відіграли значну роль у святкуванні Різдва, також широко використовувалося електричне світло. У 1932 році був випущений перший картонний адвент-календар, а в 1939 році — перший електричний адвент-свічник. З 1959 року Sveriges Radio/TV і його наступник Sveriges Television майже щороку мають різдвяного ведучого, тобто ведучого, який веде різдвяну програму. Телеканал TV4 також мав різдвяних ведучих у деякі роки, а інші канали експериментували з різдвяними ведучими.
У 1960 році Дональд Дак і його друзі вперше транслювалися на SR/TV напередодні Різдва, що з того часу стало традицією о 15:00 кожного Святвечора. З 1975 року «Розповідь Карла-Бертіля Йонссона про Святвечір» також стала традиційною на SVT. У 1957 році вперше вийшов в ефір різдвяний календар Sveriges Radio, а в 1960 році почав транслюватися різдвяний календар на Sveriges Television. У 1983 році шведські телеканали почали транслювати сидячий вечір напередодні Різдва. Bingolotto є найдовшою вечірньою лотереєю, яка проводиться з 1995 року.

## Інші різдвяні традиції

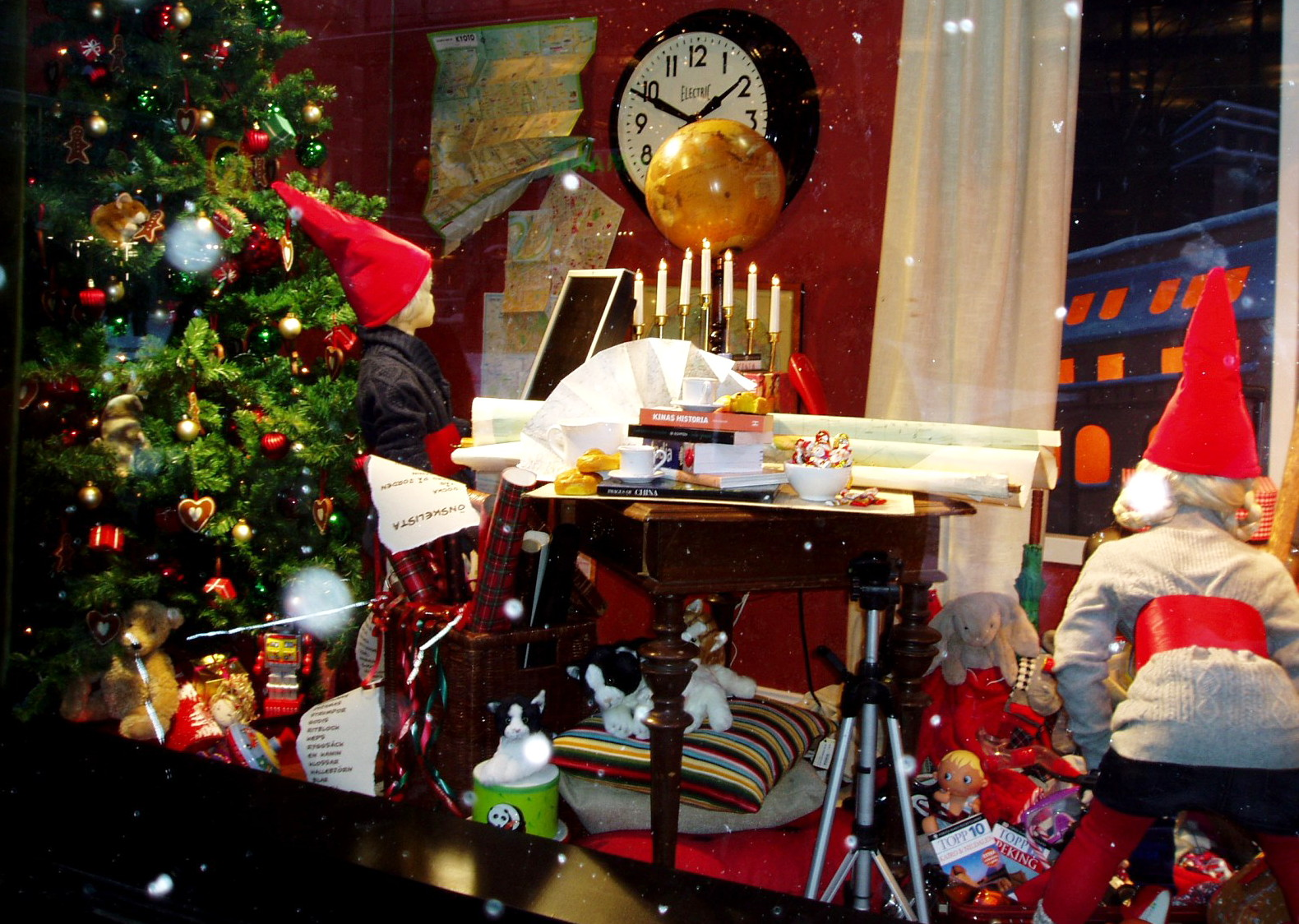
Різдвяна вивіска в NK у Стокгольмі 2010.

Серед інших традицій — це різдвяні вивіски, які в наші дні починаються ще в листопаді з пов'язаними з ними рекламними кампаніями. Крім того, шведське Різдво характеризується низкою різноманітних традицій та заходів, таких як різдвяна музика, різдвяні ярмарки, різдвяні вироби та продаж різдвяних журналів.
Давнішою традицією було різдвяне купання для всієї родини, яке могло бути як у ванні, так і в сауні.

## Різдвяний трафік
Різдво є одним із головних свят у Швеції, тому ризик аварій зростає у вихідні дні. Причинами ДТП є, серед іншого, інтенсивний рух транспорту через велику кількість людей, які подорожують в одні і ті ж дні, зимові дорожні умови/зимова погода, а також неуважність водіїв та недотримання ними правил дорожнього руху. Громадський транспорт, як правило, працює у вихідні дні або обмежено у різдвяний період.

## Різдво і благодійність
Різдво у Швеції — родинне свято. У результаті Різдво стало менш приємним вихідним для деяких людей, які є самотніми чи маргіналізованими. У менших містах більшість ресторанів закриті під час різдвяних свят, навіть у Святвечір, навіть якщо це не червоний день. Різдво — це також час, коли багато людей займаються благодійністю. Кілька неприбуткових організацій докладають додаткових зусиль під час святкового сезону, пропонуючи самотнім, бездомним та соціально ізольованим людям трохи різдвяного настрою, організовуючи різдвяний стіл з пожертвуваною їжею, можливо, у супроводі певних розваг. Різдвяна пісня «Christmas», що стала відомою завдяки гурту Snowstorm і Thorleifs, розглядає Різдво з точки зору бездомних, так само як і «Now a thousand human lives are extinguished», що є інтерпретацією пісні Ебби Грон «Now a thousand Christmas candles are lit» 1980 року.

## Різдво у шведів за межами Швеції

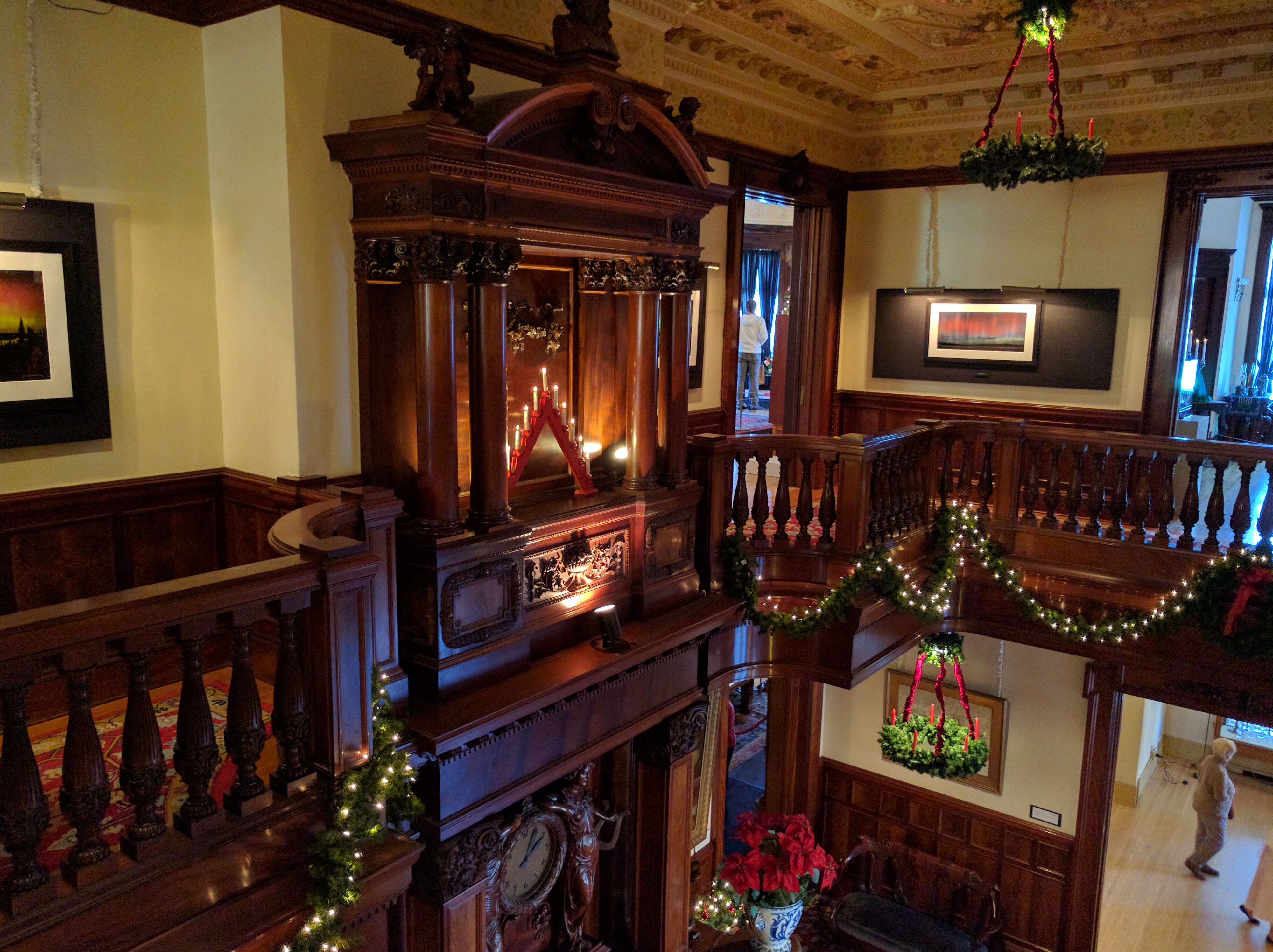
Північне Різдво в Американо-шведському інституті в Міннеаполісі, Міннесота.

До 1970-х років у багатьох шведських різдвяних піснях розповідалося про шведських моряків, які на Різдво сиділи на човнах у портах світу та прагнули повернутися додому до Швеції, або про тугу шведських американських іммігрантів за Швецією. З кінця 1970-х років деякі шведи покинули Швецію під час Різдва, щоб відпочити в теплих місцях інших країн.